# Don Shula
Donald Francis „Don“ Shula (* 4. Januar 1930 in Grand River, Ohio; † 4. Mai 2020 in Indian Creek, Florida) war ein US-amerikanischer American-Football-Trainer der National Football League (NFL). Er war Head Coach der Baltimore Colts und der Miami Dolphins. Shula führte seine Mannschaften sechs Mal in den Super Bowl. Mit den Colts verlor er den Super Bowl III, während er mit den Dolphins zwei Super Bowls gewann (Super Bowl VII und Super Bowl VIII) und drei Mal im Finale scheiterte.
Mit den Dolphins spielte er in der Saison 1972 eine Perfect Season und er hält mit 347 Siegen den NFL-Rekord für die meisten Siege eines Head Coaches.

## Leben und Karriere
Nach einer Spielerkarriere in der NFL und einigen Engagements als Assistenztrainer im College Football wurde Shula 1963 zunächst Head Coach der Baltimore Colts. Das Team war unter Shula sehr erfolgreich und erreichte zum Abschluss der Saison 1968 den Super Bowl. Der Super Bowl III ging gegen die New York Jets und ihren Quarterback Joe Namath mit 7:16 verloren.
Shula wechselte 1970 zu den Miami Dolphins, mit denen er zweimal den Super Bowl (Super Bowl VII und Super Bowl VIII) gewann. Zudem blieb er mit dem Team 1972 ungeschlagen, eine einmalige Leistung in der Geschichte der NFL. Er blieb bis 1995 Head Coach der Dolphins und beendete dort seine Trainerkarriere nach insgesamt 33 Saisons als NFL-Trainer.
Shula hält mit 347 Siegen den Trainer-Rekord der NFL. 1993 wurde er von der Zeitschrift Sports Illustrated zum Sportler des Jahres gewählt.
Don Shula betrieb gemeinsam mit seinem Sohn Dave (der ebenfalls ein ehemaliger NFL-Coach ist) eine Steakhaus-Kette.
In der Metropolregion Miami ist seit 1983 der Don-Shula-Expressway, seit der Eröffnung 1961 als Florida State Road 874 bekannt, nach ihm benannt.
Am 4. Mai 2020 starb Shula im Alter von 90 Jahren in seinem Haus in Indian Creek, Florida.